# نیکولای فیرویو
نیکولای فیرویو (زاده ۴ مارس ۱۹۳۹)، معروف به نیکو فیرویو، بازیکن و مربی سابق واترپلو اهل رومانی است. او در المپیک تابستانی ۱۹۶۰ و بازی‌های المپیک تابستانی ۱۹۶۴ در تیم ملی رومانی شرکت کرد.
وی پس از بازنشستگی به عنوان سرمربی تیم ملی ایران و رومانی انتخاب شد. در سال ۱۹۷۴ به‌طور دائم به آلمان غربی نقل مکان کرد. در نوامبر ۱۹۷۵، او سرمربی تیم ملی آلمان غربی شد وتوانست واترپلوی آلمان را اصلاح و تیمش را به مدال طلا در مسابقات قهرمانی اروپا ۱۹۸۱، برنز در مسابقات جهانی ۱۹۸۲ و بازیهای المپیک ۱۹۸۴ برساند.